# Bois de la vigne
Le Bois de la vigne dénommé aussi Israël comparé au bois de la vigne ou La Vigne de Jérusalem est un passage de l'Ancien Testament, dans le Livre d'Ézéchiel. 

## Texte
Livre d'Ézéchiel, chapitre 15:
« La parole de l'Éternel me fut adressée, en ces mots: Fils de l'homme, le bois de la vigne, qu'a-t-il de plus que tout autre bois, Le sarment qui est parmi les arbres de la forêt? Prend-on de ce bois pour fabriquer un ouvrage? En tire-t-on une cheville pour y suspendre un objet quelconque? Voici, on le met au feu pour le consumer; Le feu en consume les deux bouts, et le milieu brûle: Sera-t-il bon à quelque chose? Voici, lorsqu'il était entier, on n'en faisait aucun ouvrage; Combien moins, lorsque le feu l'a consumé et qu'il est brûlé, En pourra-t-on faire quelque ouvrage? C'est pourquoi ainsi parle le Seigneur, l'Éternel: Comme le bois de la vigne parmi les arbres de la forêt, Ce bois que je livre au feu pour le consumer, Ainsi je livrerai les habitants de Jérusalem. Je tournerai ma face contre eux; Ils sont sortis du feu, et le feu les consumera. Et vous saurez que je suis l'Éternel, Quand je tournerai ma face contre eux. Je ferai du pays un désert, Parce qu'ils ont été infidèles, Dit le Seigneur, l'Éternel. »
Traduction d'après la Bible Louis Segond.

## Interprétation chrétienne
La stérilité spirituelle de Jérusalem, c'est-à-dire de la vigne, amène Dieu à la détruire pour Origène. Le philosophe explique que le fruit de la vigne est très digne. Il cite Jérémie et Isaïe: « Je t'avais plantée comme une vigne excellente et du meilleur plant » (Jérémie 2. 21), « La vigne de l'Éternel, c'est la maison d'Israël » (Isaïe 5. 7). La pénitence est le moyen de demander le pardon rappelle Origène. « Nous préférons errer avec le plus grand nombre…alors que nous devrions chercher ce qui édifie » conclut Origène .